# Margarida de Savoia (1390-1464)
Margarida de Savoia (Fossano, Ducat de Savoia, 21 de juny del 1390 - Alba, Cuneo, Itàlia, 23 de novembre de 1464) fou una princesa de la casa de Savoia, marquesa de Monferrat. És venerada com a beata per l'Església catòlica.

## Biografia
Margarida fou la primera dels quatre fills d'Amadeu de Savoia, príncep d'Acaia i senyor del Piemont, i de Caterina di Ginevra. El 17 de gener del 1403 es va casar amb Teodor II, marquès de Montferrat, de la branca italiana dels Paleòleg, un dinastia procedent de l'Imperi Romà d'Orient. El marit era vidu per dos cops, ja que s'havia casat abans amb Argentina de Lunigiana (†1387) i amb Joana de Bar (†1402), amb qui havia tingut tres fills. Amb Margarida el matrimoni va durar quatre anys i no en van néixer fills.
Era molt devota i pietosa, i encara més després d'haver sentit les predicacions de sant Vicent Ferrer, que passà un temps a Monferrat. En quedar vídua, va optar per deixar la vida mundana i va deixar el govern del marquesat al fill primogènit del seu marit Joan Jaume (1395 – 1445), i es retirà a Alba (Piemont), on es feu membre del Tercer Orde de Sant Domènec.
Al cap de poc, Felip Maria Visconti, duc de Milà en demanà la mà, demanant al papa Martí V que la dispensés dels vots; Margarida refusà l'oferta i va decidir de lliurar-se del tot a Déu. Va fundar un monestir amb altres dames nobles i el posà sota la regla de les Monges Dominiques. Com a monja exemplar, va morir al monestir d'Alba el 1464.

## Veneració

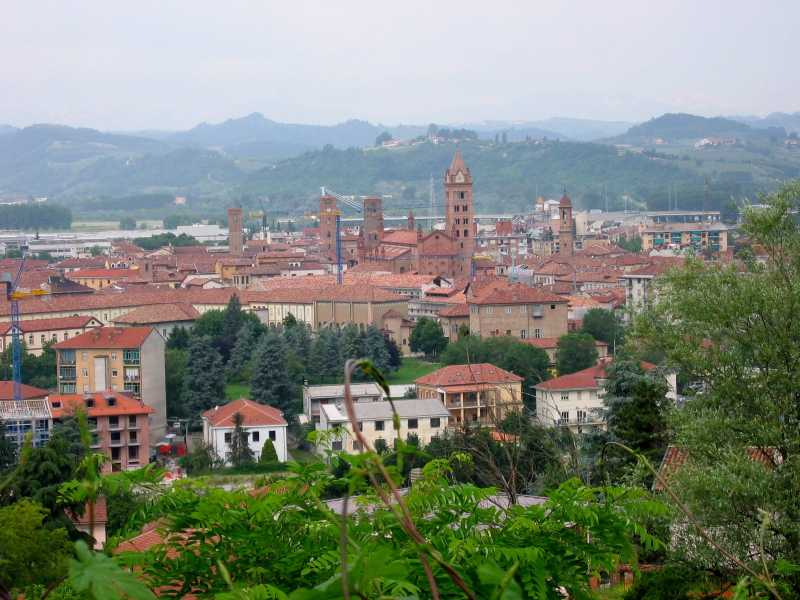
Alba, amb el monestir i la tomba de la beata.

El 13 de desembre del 1464 fou sebollida en una tomba humil, però el 1481 les restes foren traslladades a un sepulcre al seu monestir, que va fer construir Guillem VIII de Monferrat.
El papa Pius V va autoritzar el 1566 la celebració de la seva festivitat; Climent IX va confirmar-ne el culte, beatificant-la el 8 d'octubre del 1669.